# Камнєва Анна Іванівна
Анна Іванівна Камнєва (2 листопада 1906, Москва — 3 січня 2002, Москва) — радянська вчена, доктор хімічних наук. Заслужений діяч науки та техніки РРФСР (1978).

## Біографія
Закінчила хімічний факультет 2-го МДУ (МІТХТ) (1930) та аспірантуру (1935), в 1930—1932 роках працювала старшим хіміком на Сталіногорському азотно-туковому комбінаті (Новомосковський хімкомбінат).
Із 1935 року вела науково-педагогічну діяльність у Московському хіміко-технологічному інституті ім. Д. І. Менделєєва на кафедрі пірогенних процесів (із 1937 року доцент).
У 1937—1939 — декан технологічного факультету Московського хіміко-технологічного інституту ім. Д. І. Менделєєва.
Із 1941 по 1989 р. на кафедрі хімічної технології палива.
Кандидат (1937), професор (1960) хімічних наук. Тема докторської дисертації — «Про хімізм реакцій, що ведуть до смолоутворення при автоокисленні вуглеводнів у рідкій фазі». Професор (1962).
Померла 2002 році на 96-му році життя.

## Нагороди
- орден «Знак Пошани»,
- медалі:

- «За доблесну працю у Великій Вітчизняній війні 1941—1945 гг.»,
- «За трудову доблесть»,
- «У пам'ять 800-річчя Москви».

## Праці
- Теоретические основы химической технологии горючих ископаемых: [Учеб. для вузов по спец. «Хим. технология топлива и углерод. материалов»] / А. И. Камнева, В. В. Платонов. — М. : Химия, 1990. — 287 с. : ил.; 22 см; ISBN 5-7245-0506-1 (В перекл.) :
- Химия горючих ископаемых [Текст]: [Учеб. пособие для хим.-технол. специальностей вузов]. — Москва: Химия, 1974. — 271 с. : ил.; 22 см.
- Теоретические основы химической технологии горючих ископаемых: [Учеб. для вузов по спец. «Хим. технология топлива и углерод. материалов»] / А. И. Камнева, В. В. Платонов. — М. : Химия, 1990. — 287 с. : ил.; 22 см; ISBN 5-7245-0506-1 (В перекл.) :
- Конспект лекций по курсу «Химия горючих ископаемых» [Текст] / М-во высш. и сред. спец. образования СССР. Моск. хим.-технол. ин-т им. Д. И. Менделеева. — Москва: [б. и.], 1969. — 114 с. : черт.; 20 см.
- Лабораторный практикум по химии топлива [Текст] / А. И. Камнева, Ю. Г. Королев ; М-во высш. и сред. спец. образования СССР. Моск. ордена Ленина хим.-технол. ин-т им. Д. И. Менделеева. — Москва: [б. и.], 1968. — 122 с. : ил.; 20 см.